# Schistura bannaensis
Schistura bannaensis és una espècie de peix de la família Balitoridae i de l'ordre dels cipriniformes.

## Morfologia
Els mascles poden assolir els 4,3 cm de longitud total.

## Distribució geogràfica
Es troba al curs superior del riu Mekong a Yunnan (Xina).